# 緬中行省
緬中行省是元朝至元二十三年（1286年）二月到至元二十七年（1290年）在今缅甸境内设立的一个特殊的军事行中书省。該行省以緬國（蒲甘王朝）所置，类似于同時期元廷在朝鲜半岛设置的征东行省。与元朝其它的行中书省不同的是，其设立于緬國，缅甸蒲甘王朝并没有因该行省的设立而消失，因此保持很强的独立性。行省丞相由緬國（蒲甘王朝）国王兼任，自辟官属，且财赋不入都省。因此，緬國（蒲甘王朝）在名义上受到元朝的直接管辖，与元朝普通行省的性质并不同。緬中行省撤销之後的蒲甘國王几乎仍然是元朝傀儡。

## 历史
- 1271年，忽必烈在中國北方建立元朝。元朝建立後，忽必烈多次遣使到蒲甘國招降，蒲甘國王不理會。

- 1277年，元兵進攻八莫，因氣候炎熱退兵，而後元兵又多次進攻蒲甘國。

- 1279年，元滅南宋，國力大增。1287年，元兵自雲南地區進攻蒲甘國，蒲甘城破，蒲甘國成為元朝的藩屬，那羅梯訶波帝失去王位，他之後的蒲甘國王都是元朝傀儡。

- 元朝敗蒲甘國後，其领土就開始分裂。掸族乘機發展勢力，1368年于緬甸東部阿瓦(英文:Ava)建立阿瓦王國。而孟族也在緬甸南部發展勢力，建都於馬達班（Martaban），1369年遷都勃固，建立勃固王國。二王國建立後南北交戰。